# أجوما
أجوما (아줌마) هو لقب وقار واحترم كوري اشتق من الكلمة الكورية أجوميوني، يطلق على المتزوجة أو المرأة العجوز المتزوجة.
وهناك بعض الدلالات على أن الكلمة تعني تاريخيا «زوجة الأستاذ». وعلى الرغم من ترجمته في بعض الأحيان إلى «عمة» أو «خالة»، فإن المصطلح لا يشير في الواقع إلى وجود علاقة عائلية. وغالبا ما يستخدم للإشارة إلى أي امرأة في منتصف العمر أو كبارة السن لأن الإشارة إلى المسن بالاسم دون اللقب في كوريا يعد أمرا غير مقبول اجتماعيا.
ويختص لقب أجوما بالمرأة المتزوجة ذات الأطفال، رغم أنها ليست كذلك بالضرورة حيت توجد ألفاظ أخرى للمرأة الشابة غير المتزوجة (agassi) أو جدة (هالموني).
من ناحية أخرى، تم تفسير كلمة سامونيم الكورية المرادفة للقب أجوما، بأنها في الأصل «زوجة المرشد» أو «زوجة متفوقة»، توصف بها امرأة متزوجة ذات مكانة اجتماعية عالية. يصف دليل لونلي بلانيت لسيول لقب أجوما كمصطلح للاحترام،  ولكن يمكن استخدامه بطريقة تحقيرية أيضا. وغالبا ما تكون الأجوما عاملة مطعم، بائعة متجولة أو ربة منزل.